# 涇州
涇州，中国从南北朝到清朝的州。
430年（神䴥3年），北魏設置涇州，治所在安定郡（今甘肃省泾川县）。西魏、北周、隋朝继续設置涇州，管轄4郡5县，废郡之后，管辖5县。607年（大業3年），改为郡制，涇州改称安定郡，下轄7县。
| 隋朝行政区划变遷 | 隋朝行政区划变遷 | 隋朝行政区划变遷 | 隋朝行政区划变遷 | 隋朝行政区划变遷 | 隋朝行政区划变遷 | 隋朝行政区划变遷                                 |
| 区划             | 開皇元年         | 開皇元年         | 開皇元年         | 開皇元年         | 区划             | 大業三年                                         |
| ---------------- | ---------------- | ---------------- | ---------------- | ---------------- | ---------------- | ------------------------------------------------ |
| 州               | 泾州             | 泾州             | 泾州             | 泾州             | 郡               | 安定郡                                           |
| 郡               | 安定郡           | 平涼郡           | 平原郡           | 安武郡           | 縣               | 安定縣 鶉觚縣 陰盤縣 朝那縣 良原縣 湫谷縣 華亭縣 |
| 縣               | 安定縣           | 鶉觚縣           | 陰盤縣           | 安武縣 朝那縣    | 縣               | 安定縣 鶉觚縣 陰盤縣 朝那縣 良原縣 湫谷縣 華亭縣 |

唐朝再改为泾州，属关内道，户三万一千三百六十五，口十八万六千八百四十九。下辖五县：安定县（后改保定县）、灵台县、临泾县、良原县、潘原县。天宝、至德年间一度为安定郡、保定郡。唐后期为泾原节度使的治所。
涇州在北宋属秦凤路，金朝属庆原路，管辖4县。元朝属陕西行省，管辖2县。明朝为散州，属陕西平凉府。清朝乾隆四十二年（1777年），升为泾州直隶州，属甘肃省，辖三县。1913年，改为泾川县。

## 历代泾州刺史
北魏泾州刺史
- 狄子玉（432年—433年）
- 陆俟（434年—435年）
- 陆石跋（449年）
- 尉长寿（455年）
- 封阿君（458年—460年）
- 李峻（461年—467年）
- 王树（468年—470年）
- 邓宗庆（471年—473年）
- 穆蒲坂（481年）
- 张鸾旗（486年—491年）
- 抱嶷（493年—499年）
- 乞伏悦（500年）
- 员标（504年—505年）
- 高绰（508年）
- 奚康生（510年—511年）
- 元祐（512年—516年）
- 皇甫集（517年—518年）
- 卢道裕（519年）
- 胡宁（520年—521年）
- 陆希道（522年—523年）
- 杨昱（525年—526年）
- 吕伯度（526年）
- 胡虔（527年—528年）
- 侯几长贵（529年）
- 贺拔岳（530年—531年）
- 寇洛（534年）[2]

隋朝泾州刺史
- 薛回（开皇初年）
- 元孝矩（开皇初年）
- 梁刚（586年）
- 长孙览（开皇年间）
- 贺若谊（开皇年间）
- 周罗睺（文帝末年）
- 韦昶
- 郜恭
- 张威[3]

唐朝泾州刺史
- 刘感（总管，武德初年）
- 李叔良（618年—621年）
- 孟宣文（622年前后）
- 冉仁才（贞观初年）
- 高表仁（贞观初年）
- 郭澄（贞观年间）
- 郭孝恪（贞观年间）
- 常何（637年—638年）
- 杨弘礼（649年）
- 蔡君师（高宗初年）
- 王归一（高宗年间）
- 张守让（武周年间）
- 源修业（694年）
- 王勔（697年）
- 李上义（武周年间）
- 李某（武周年间）
- 房玄静（武周年间）
- 阳峤（711年）
- 魏靖（开元初年）
- 李隆业（715年—716年）
- 李宪（718年）
- 裴参玄（开元年间）
- 刘贞昚（开元年间）
- 薛自劝（736年）
- 韦绳（开元年间）
- 裴炜（745年，安定太守）
- 尹中庸（748年—750年，安定太守）
- 王乔（天宝年间，安定太守）
- 刘广（天宝年间，安定太守）
- 徐蛟（天宝年间，保定太守）
- 崔器（至德年间，保定太守）
- 高晖（763年）
- 段秀实（764年—768年）
- 马璘（768年—776年）
- 段秀实（777年—780年）
- 李怀光（780年）
- 朱泚（780年）
- 孟皞（780年）
- 姚令言（780年—783年）
- 姚况（783年）
- 冯河清（783年—784年）
- 田希鉴（784年）
- 李观（784年—787年）
- 刘昌（788年—803年）
- 段祐（803年—808年）
- 朱忠亮（808年—813年）
- 苏光荣（813年—815年）
- 李汇（815年）
- 王潜（815年—821年）
- 田布（821年）
- 杨元卿（821年—826年）
- 李祐（826年—828年）
- 李岵（李有裕，828年—829年）
- 张惟清（829年—833年）
- 康志睦（833年）
- 朱叔夜（833年—835年）
- 刘沔（835年）
- 王茂元（835年—840年）
- 史论（会昌年间）
- 史宪忠（843年—846年）
- 康季荣（848年—852年）
- 裴识（852年—854年）
- 李权（854年—855年）
- 卢简求（855年—857年）
- 陆耽（857年）
- 李承勋（857年—858年）
- 浑侃（858年—860年）
- 李璲（咸通初年）
- 李弘甫（咸通年间）
- 周宝（？—879年）
- 程宗楚（880年—881年）
- 胡公素（881年—882年）
- 张钧（882年—894年）
- 张𫔍（894年—895年）
- 张琏（895年—898年）
- 张珂（898年）
- 李茂贞（898年—923年）[4]
- 李继曮（907年—909年）
- 刘知俊（909年—915年）
- 李继曮（915年—924年）
- 李继昶（924年—929年）
- 李金全（929年—931年）
- 康福（932年—934年）
- 张从宾（934年—935年）
- 李德珫（935年—938年）
- 张万进（938年—939年）
- 张彦泽（939年—942年）
- 王周（942年—945年）
- 何建（945年—946年）
- 史威（946年）
- 史佺（947年）
- 史匡威（史懿）（947年—954年）
- 张铎（954年—956年）
- 白重赞（956年—960年）
- 张铎（960年—976年）